# Silvana
Silvana (persiska: سيلوانِه, سیلوانا, Sīlvāneh, سِلوانَق, سِلوانا, Sīlvānā, سَلوَنَغ) är en ort i Iran.   Den ligger i provinsen Västazarbaijan, i den nordvästra delen av landet, 600 km väster om huvudstaden Teheran. Silvana ligger 1 606 meter över havet och antalet invånare är 1 350.
Terrängen runt Silvana är kuperad åt nordost, men åt sydväst är den bergig. Runt Silvana är det ganska tätbefolkat, med 185 invånare per kvadratkilometer. Silvana är det största samhället i trakten. Trakten runt Silvana består i huvudsak av gräsmarker.